# 한수진이 만난 사람
 한수진이 만난사람은 대한민국의 방송국 SBS 러브FM에서 매주 일요일 오전 11시부터 낮 12시까지 방송됐던 라디오 프로그램이다. 2018년 9월 9일 자로 2년 만에 폐지되었다.